# Миньо, Сесар
Се́сар Эдуа́рдо Ми́ньо Амари́лья (исп. César Eduardo Miño Amarilla; род. 31 мая 2007, Сан-Лоренсо, Сентраль) — парагвайский футболист, нападающий клуба «Гуарани».

## Клубная карьера
Миньо — воспитанник клуба «Гуарани». 4 июля 2022 года в матче против столичной «Олимпии» он дебютировал в парагвайской Примере. 6 ноября 2023 года в поединке против «Хенераль Кабальеро» Сесар забил свой первый гол за «Гуарани». 

## Международная карьера
В 2023 году в составе юношеской сборной Парагвая Мино принял участие в домашнем юношеском чемпионате Южной Америки. На турнире он сыграл в матчах против сборных Бразилии, Чили, Боливии, Перу, Эквадора, а также дважды Венесуэлы и Аргентины. В поединках против перуанцев и чилийцев Сесар забил три гола.
В 2025 году в составе молодёжной сборной Парагвая Миньо принял участие в молодёжном чемпионате Южной Америки в Венесуэле. На турнире он сыграл в матчах против сборных Колумбии, Перу, Венесуэлы, Бразилии, Уругвая и Чили.